# スチームパイロッツ
『スチームパイロッツ』 （STEAM PILOTS）は発売中止になったWindowsPC用縦スクロールシューティングゲーム。略称は『スチパロ』。

## 概要
発起人は元コナミ矩形波倶楽部のギタリストの古川元亮で作曲を担当、キャラクターデザイン担当は『ツインビー』『パロディウス』シリーズのShuzilow.HA、テーマソングは國府田マリ子が歌う。ゲーム開発は株式会社ピクセルの佐々木ひでくにが担当していたが、制作費用未払い等の問題で降板している。
開発資金はクラウドファンディング（Makuake）で募集している。
当初は2020年9月の発売を予定していたが、様々な要因が重なって開発は滞り発売できず、2021年4月にて更なるクラウドファンディングを要求している。
2022年1月4日、開発を担当していたピクセルは同作制作からの降板を発表。ピクセルは2019年6月14日から制作費用が1円も支払われず、会社経営にも負担がかかったことを降板の理由と説明している。
2022年2月16日、ピクセルより古川元亮に対して、371万2,500円の支払いを求めた訴訟が提起される。
2022年5月22日、クラウドファンディングリターンである「古川もとあき&國府田マリ子ミニライブ」の開催が予定されるが、古川もとあきが右目の不調を訴え、医師による診断により「網膜裂孔」との診断を受けて入院したため延期される。
2022年11月22日、ピクセルより古川元亮に対して、古川側が主張する「共同制作契約」に基づき、ピクセルが把握している支払い済み経費を控除した余剰金を2等分した金額、370万9,638円の支払を求める趣旨変更（予備的請求追加）の申し立てが行われる。
2023年1月12日、Shuzilow.HAのTwitterアカウントにて、古川との決裂が発表され、事実上プロジェクト降板が発表される。
2023年3月3日、古川もとあきよりピクセルに対して合計842万5358円を請求する別訴が提起された。
内容は以下の通り。
1. ピクセルに対して762万5358円の損害賠償請求。
2. ピクセル代表取締役佐々木英州個人に対して80万円の精神的慰謝料請求。

2023年8月25日、「実行者（古川氏側）へ対応を促してきたが、対応がなされない」ことを理由に、運営元である株式会社マクアケから返金対応がおこなわれることが決定する。返金をもって事実上のプロジェクト中止となる。

## 登場人物
バート
本作の主人公。盗賊の少年。ブラスパローを操縦する。
プリス
声：國府田マリ子
謎の少女で実はロボット。ピンクの髪をツインテールにしばっている。
エクムント・ガス・ヴォルデガルト
ヴォルデガルト公国の君主で公爵。マッドサイエンティスト。白い髭を蓄え、モノクルをしている。

## 登場メカニック
ブラスパロー
バートの愛機。7つの翼を使うことができる。